# HMS Ithuriel (H05)
HMS Ithuriel (H05) là một tàu khu trục lớp I của Hải quân Hoàng gia Anh Quốc. Nguyên được Hải quân Thổ Nhĩ Kỳ đặt hàng cho hãng Vickers Armstrong như là chiếc TCG Gayret, nó bị Hải quân Hoàng gia mua lại sau khi Chiến tranh Thế giới thứ hai nổ ra, và đưa vào hoạt động năm 1942. Ithuriel chỉ phục vụ một thời gian ngắn, cho đến khi bị máy bay Đức Quốc xã đánh hỏng tại Bắc Phi vào tháng 11 năm 1942.

## Thiết kế và chế tạo
Ithuriel được Hải quân Thổ Nhĩ Kỳ đặt hàng như là chiếc TCG Gayret cho hãng Vickers Armstrong tại Barrow-in-Furness. Nó được đặt lườn vào ngày 24 tháng 5 năm 1939, nhưng được Hải quân Hoàng gia mua lại vào tháng 9 năm 1939 và đổi tên thành HMS Ithuriel. Nó được hạ thủy vào ngày 15 tháng 12 năm 1940 và nhập biên chế cùng Hải quân Hoàng gia vào ngày 3 tháng 3 năm 1942.
Ithuriel có trọng lượng choán nước tiêu chuẩn 1.370 tấn Anh (1.390 t), và lên đến 1.888 tấn Anh (1.918 t) khi đầy tải. Con tàu có chiều dài chung 323 foot (98,5 m), mạn thuyền rộng 33 foot (10,1 m) và chiều sâu của mớn nước là 12 foot 5 inch (3,8 m). Nó được cung cấp động lực bởi hai turbine hơi nước hộp số Parsons, dẫn động hai trục chân vịt, cung cấp một công suất tổng cộng 34.000 mã lực càng (25.000 kW) và cho phép có được tốc độ tối đa 36 hải lý trên giờ (67 km/h; 41 mph). Hơi nước được cung cấp cho các turbine bởi ba nồi hơi ống nước Admiralty 3 nồi. Nó mang theo tổng cộng 470 tấn Anh (480 t) dầu đốt, cho phép một tầm xa hoạt động 5.530 hải lý (10.240 km; 6.360 mi) khi di chuyển ở tốc độ đường trường 15 hải lý trên giờ (28 km/h; 17 mph). Thủy thủ đoàn của con tàu gồm 145 sĩ quan và thủy thủ.
Con tàu được trang bị bốn khẩu pháo QF 4,7 in (120 mm) Mk. IX 45-calibre trên các bệ nòng đơn. Cho mục đích phòng không, Ithuriel có hai khẩu đội súng máy Vickers 0,5 inch (12,7 mm) Mk.I bốn nòng. Nó còn có hai dàn 5 ống phóng ngư lôi trên mặt nước dành cho ngư lôi 21 in (530 mm). Một đường ray thả mìn sâu cùng hai máy phóng được trang bị, và mang theo 20 quả mìn sâu.

## Lịch sử hoạt động
Ithuriel đã tham gia Chiến dịch Harpoon và Chiến dịch Pedestal, các đoàn tàu vận tải tăng viện cho Malta đang bị bao vây vào tháng 6 và tháng 8 năm 1942, trong vai trò hộ tống.
Nó bị máy bay Đức Quốc xã tấn công tại Bone, Algérie, vào ngày 28 tháng 11 năm 1942, và bị đánh hỏng đến mức không thể sửa chữa.